# Спенсер, Ческей
Ческей Спенсер (англ. Chaske Spencer [произносится Chess-Kay], род. 9 марта 1975, Тахлеква, штат Оклахома, США) — американский актёр, наиболее известен ролями Сэма Улей в франшизе «Сумерки. Сага» (2009–2012), Теддо в фильме «Дикий индеец» и помощника шерифа Билли Рэйвена в сериале «Банши».

## Биография
Родился в Тахлеква, штат Оклахома, вырос в Монтане. Имеет двух младших сестёр. Среди его предков есть представители народностей лакота, не-персе, чероки, маскоги, а также французы и голландцы. В 1994 году окончил среднюю школу Клируотер-Вэлли, где носил имя Джеймс Спенсер. Подростком начал участвовать в постановках Льюистонского гражданского театра. В течение года учился в Государственном колледже Льюиса-Кларка и подумывал о карьере фотографа. В итоге бросил обучение чтобы начать профессиональную актерскую карьеру.
Спенсер перебивался случайными заработками, попутно обучаясь актёрскому мастерству у Дэвида Гидеона и Эда Ковенса. В 2002 году получил роль в кинокартине «Краснокожие», после этого поучаствовал в съёмках телефильма «Властелина легенд» и мини-сериала «На Запад».
В подростковом возрасте Спенсер боролся со злоупотреблением психотропными веществами и алкоголизмом. Он продолжал много пить во время учебы в колледже. Позже у него развилась зависимость от кокаина и героина, из-за которых он попал в реабилитационный центр. Из-за малого количества предложения он подумывал завязать с актёрской деятельностью, однако переломным моментом в его карьере стало участие в фильме «Новолуние», продолжении «Сумерек».
В 2009 году Спенсер сыграл оборотня Сэма Улей в фильме «Новолуние» по одноимённому роману Стефани Майер. Он вернулся к этой роли в следующих частях франшизы — «Затмение», «Рассвет — часть 1» и «Рассвет — часть 2».
В 2015 году Спенсер получил постоянную роль помощника шерифа Билли Рэйвена в телесериале «Банши», после того как поучаствовал в съёмках его приквела — «Банши: Происхождение» (2014).
В 2021 году вошёл в актёрский состав мини-сериала «Англичанка», где сыграл одну из главных ролей в дуэте с Эмили Блант.

## Фильмография
| Год       |    | Русское название                 | Оригинальное название                     | Роль                                                       |
| --------- | -- | -------------------------------- | ----------------------------------------- | ---------------------------------------------------------- |
| 2001      | ф  | Краснокожие                      | Skins                                     | Руди в юности                                              |
| 2003      | тф | Властелин легенд                 | Dreamkeeper                               | Игл-бой                                                    |
| 2005      | с  | На Запад                         | Into the West                             | Voices That Carry (Эпизод: «Ghost Dance»)                  |
| 2009      | ф  | Сумерки. Сага. Новолуние         | The Twilight Saga: New Moon               | Сэм Улей                                                   |
| 2010      | ф  | Сумерки. Сага. Затмение          | The Twilight Saga: Eclipse                | Сэм Улей                                                   |
| 2011      | ф  | Shouting Secrets                 | Shouting Secrets                          | Уэсли                                                      |
| 2011      | ф  | Сумерки. Сага: Рассвет — Часть 1 | The Twilight Saga: Breaking Dawn – Part 1 | Сэм Улей                                                   |
| 2012      | ф  | Сумерки. Сага: Рассвет — Часть 2 | The Twilight Saga: Breaking Dawn – Part 2 | Сэм Улей                                                   |
| 2012      | тф | Граница                          | The Frontier                              | Эли                                                        |
| 2013      | ф  | Winter in the Blood              | Winter in the Blood                       | Вёрджил Фёст Райс                                          |
| 2013      | ф  | Героическая поза                 | The Hero Pose                             | Джо (короткометражка)                                      |
| 2014      | ф  | Собор пустыни                    | Desert Cathedral                          | Дюран Палаус                                               |
| 2014      | ф  | Банши: Происхождение             | Banshee Origins                           | помощник шерифа Билли Рэйвен (мини-сериал)                 |
| 2014      | ф  | The Jingle Dress                 | The Jingle Dress                          | Джон «Красный Лось»                                        |
| 2015      | ф  | Динамит: Поучительная история    | Addiction: A 60's Love Story              | Чэска                                                      |
| 2015—2016 | с  | Банши                            | Banshee                                   | помощник шерифа Билли Рэйвен                               |
| 2017      | ф  | Выходя                           | Walking Out                               | Солнечный Медведь                                          |
| 2017      | с  | Лонгмайер                        | Longmire                                  | мистер Доусон (Эпизод: «No Greater Character Endorsement») |
| 2017      | ф  | Женщина идёт впереди             | Woman Walks Ahead                         | Часка                                                      |
| 2018—2019 | с  | Подлый Пит                       | Sneaky Pete                               | Чайтон Докери (8 эпизодов)                                 |
| 2019—2020 | с  | Слепая зона                      | Blindspot                                 | Доминик Мастерс (9 эпизодов)                               |
| 2019      | с  | Общество                         | The Society                               | г-н Пфайффер (Эпизод: «What Happened»)                     |
| 2019      | с  | Джессика Джонс                   | Jessica Jones                             | Джейс Монтеро (2 эпизода)                                  |
| 2021      | ф  | Дикий индеец                     | Wild Indian                               | Теддо                                                      |
| 2022      | ф  | Англичанка                       | The English                               | сержант Эли Уипп/Раненый волк (мини-сериал)                |
| 2023      | ф  | Эхо                              | Echo                                      | Генри Лопес                                                |
| 2024      | с  | Чайная чашка                     | Teacup                                    | Рубен Шенли (8 эпизодов)                                   |

## Награды
| Год  | Награда                           | Категория                              | Проект    | Итог   |
| ---- | --------------------------------- | -------------------------------------- | --------- | ------ |
| 2014 | The Short Film Awards SOFIE Award | Лучший актёр в короткометражном фильме | Hero Pose | Победа |